# 柳塔爾卡
50°9′43″N 26°46′15″E / 50.16194°N 26.77083°E
柳塔爾卡（烏克蘭語：Лютарка），是烏克蘭西部的村莊，隸屬赫梅利尼茨基州的舍佩蒂夫卡區。該村面積1.67平方公里，海拔高度239米，2001年人口497，人口密度每平方公里297.1人。